# Faridpur (district)
Pour l'upazila, voir Faridpur.
Faridpur est un district du Bangladesh. Il est situé dans la division de Dhaka. La ville principale est Faridpur.

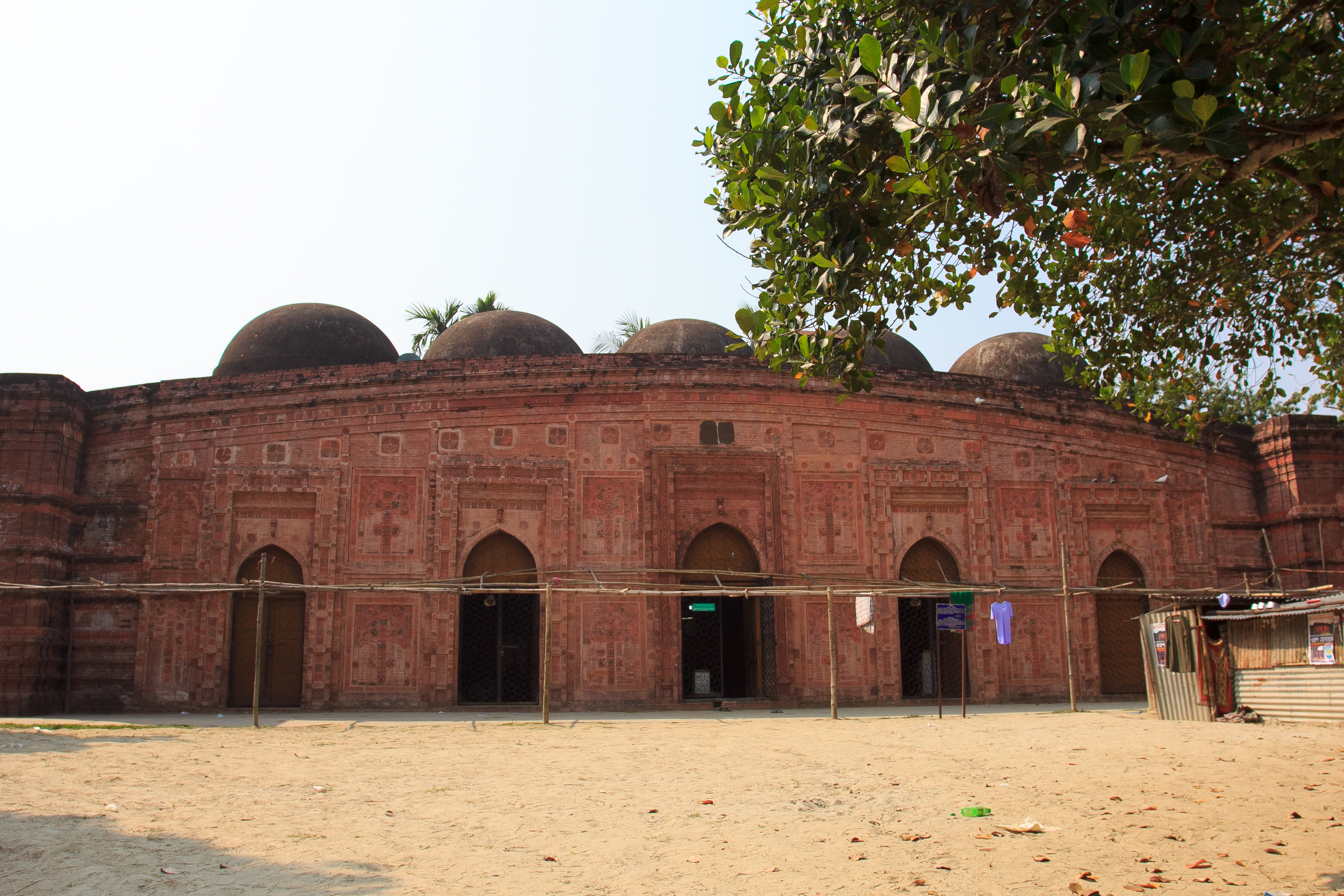
Mosquée Pathrail Shahi à Bhanga Upazila